# Ledincei-tó
A Ledincei-tó vagy Ezüst-tó (szerbül: Ledinačko jezero, Лединачко језеро) egy kis mesterséges tó, bányató Szerbiában, a Vajdaság Szerémségi részén, a Tarcal-hegységben. Újvidéktől délre, Óledince területén található.

## Történelme
A tó eredetileg egy kőfejtő, ahol az Alas Rakovac cég trachitot termelt ki. 150 kilométeres körzetben ez az egyetlen kőbánya; 1965 óta 23,5 millió köbméter követ hordtak el innen utak, gátak, vasúti töltések építése céljából.
1999-ben Jugoszlávia NATO-bombázása során a bányagödörből a vizet elvezető szivattyúk megsérültek, így az feltöltődött vízzel. Az így létrejött tavat felszíni vizek táplálják, a környező 2,5 km²-es vízgyűjtő területről. Idővel a helyiek és az újvidékiek kedvelt kirándulóhelyévé vált.
A bányavállalatnak törvényi kötelezettsége van a bánya rekultivációjára. Ennek érdekében 2008-ban terveket dolgoztak ki a tó idegenforgalmi hasznosítására. 2009-ben a bányavállalat bejelentette, hogy a rekultiváció érdekében lecsapolja a tavat, de helyi lakosok gyanúja szerint ez a bányászat újraindítását jelenti.